# Isophlebiida
Clade
Les Isophlebiida forment un clade fossile d'insectes ailés de l'ordre des odonates et du sous-ordre éteint des Isophlebioptera.

## Sous-taxons
- † Isophlebioidea
- † Liadotypidae